# Pro Cinema
Pro Cinema (stilizat PRO•CINEMA) este un canal de televiziune comercial de nișă din România, lansat pe 19 aprilie 2004. Este deținut de compania Pro TV SRL, care face parte din grupul Central European Media Enterprises (CME). Are un format dedicat filmelor, serialelor TV și documentarelor, iar în perioada aprilie 2004 - martie 2009, Pro Cinema a avut o cota de piață de 53% din nișa canalelor de film, mult mai mult decât posturile TV concurente: HBO, TCM, TNT, Warner TV, Diva Universal, AXN, TV1000 și Film Now.
Publicul țintă al Pro Cinema se încadrează în segmentul de vârstă 18-49 fiind atât femei cât și bărbați „care se diferențiază prin faptul că au o educație medie sau superioară și sunt oameni pasionați de film”.
La data de 28 august 2017, Pro Cinema și-a schimbat logo-ul, într-un proces de uniformizare a branding-ului posturilor din portofoliul MediaPro.
La data de 19 aprilie 2022, Pro Cinema și-a schimbat logo-ul, într-un proces de uniformizare a branding-ului posturilor din portofoliul MediaPro.

## Branduri
- Filmul de 10
- Comedia în esență tare
- Serii fără limite
- Cine te prinde (emisiune TV)
- Lumea Pro Cinema (emisiune TV)

Aceste branduri au dispărut din grilă la sfârșitul anului 2014.

## procinema.ro
Relansat în luna ianuarie 2008, procinema.ro a înregistrat în primele trei luni ale acelui an o creștere cu 250% față de aceeași perioadă a anului precedent, potrivit datelor furnizate de trafic.ro. Mai mult, pe 13 martie 2008, procinema.ro a stabilit un nou record de vizitatori pe zi, respectiv 19.900. Pe site-ul procinema.ro cinefilii pot găsi, pe lângă programul TV, trailere, știri de ultimă oră, exclusivități procinema.ro de la festivalurile de film din România și interviuri cu regizori români care au cucerit Europa.

## Pro Cinema HD

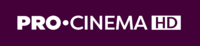
Logo pentru PRO Cinema HD

Din 9 decembrie 2020 canalele Pro Cinema și Pro Gold (actualul Acasă Gold) au trecut la formatul HD.